# Wesmaelius subnebulosus
Wesmaelius subnebulosus là một loài côn trùng trong họ Hemerobiidae thuộc bộ Neuroptera. Loài này được Stephens miêu tả năm 1836.